# Westland Whirlwind
Westland Whirlwind byl první britský rychlý dvoumotorový jednomístný stíhací letoun užívaný v době druhé světové války. Typ měl však smůlu v tom, že Royal Air Force brzy rezignovalo na obtíže spojené s nevyzrálými pohonnými jednotkami. Letoun byl rychlejší, lépe vyzbrojený a údajně i obratnější než Hawker Hurricane, a mohl se stát ekvivalentem německého letounu Messerschmitt Bf 110. Kromě problémů s motorem měl i křehký podvozek, takže zájem britského letectva o tento stroj rychle opadal. Celkem bylo vyrobeno 114 kusů (původně bylo objednáno 200 + 200 kusů. První objednávka byla snížena na 114 kusů a druhá zrušena).

## Vývoj

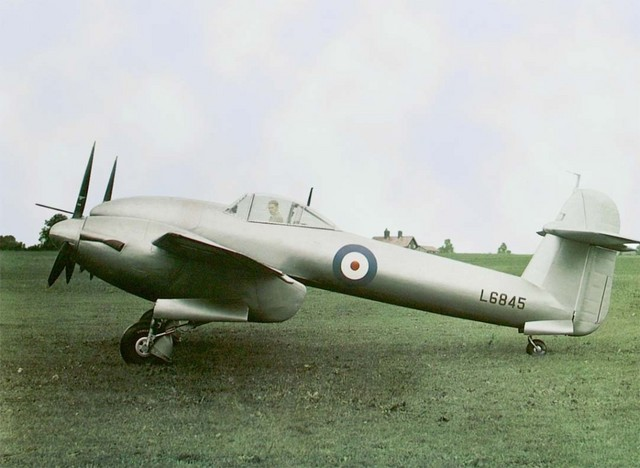
Druhý prototyp Whirlwindu (L6845)

Stroj byl vyvíjen na základě specifikací F.37/35 z roku 1935. Vývoj vedl šéfkonstruktér W. E. W. Petter (který stál později u zrodu úspěšných proudových letadel Folland Gnat a English Electric Canberra). Projekt P.9 byl v roce 1936 přijat a v roce 1937 byly objednány dva prototypy. První prototyp označený Westland P.9 (výr. č. L6844) poprvé vzlétl 11. října 1938 s šéfpilotem Haraldem Penrosem z letiště v Boscombe Down, kam byl stroj převezen z továrního letiště v Yeovilu. Stroj poháněla dvojice kapalinou chlazených dvanáctiválců do V, Rolls Royce Peregrine I. Ty měly slibný výkon, ale byly nevyzrálé, nespolehlivé a měly nedostatečné parametry ve velkých výškách.
Instalace požadované výzbroje 4 kanónů Hispano Mk.I ráže 20 mm s bubnovými zásobníky se prototyp dočkal až o rok později ve zkušebním středisku Royal Aircraft Establishment (RAE) ve Farnborough. Během zkoušek alternativ výzbroje byl pokusně vybaven také jedním kanónem ráže 37 mm k ničení plavidel, nebo 12 kulomety Browning ráže 7,7 mm, ale testy nebyly uspokojivé. Zkoušky přinesly optimistické výsledky. Letoun byl rychlý a obratný.
Druhý prototyp (L6845) byl dokončován souběžně s první sérii a vzlétl počátkem roku 1940. První sériový kus Westland Whirlwind Mk.I byl připraven ke vzletu v květnu 1940. Verze Whirlwind Mk.IA z léta roku 1942 měla pumové závěsníky pro dvě pumy ráže 113 kg, nebo 227 kg. Takto upravené kusy dostaly přezdívku Whirlybomber. Dva kusy byly testovány jako noční stíhací letouny, ale ve službě taková varianta nebyla realizována.
Především pro potíže s motory byla objednávka tohoto typu zmenšena a přes snahu firmy Westland už nedošlo k vylepšení motorů, ani dalším objednávkám ze strany RAF. Poslední kusy byly vyrobeny v lednu 1942.

## Služba

Whirlwind Mk I (P6969, HE-V) sloužící u 263. squadrony RAF za letu

3. června 1940 byly první dva stroje dodány 25. peruti nočních stíhačů v North Wealdu, která v té době používala letouny Bristol Blenheim Mk.IF. Po zkouškách u této jednotky Ministerstvo letectví rozhodlo, že pro noční akce bude 25. peruť přezbrojena na stroje Bristol Beaufighter a Whirlwindy bude vyzbrojena 263. peruť pro denní akce.
263. stíhací peruť byla prakticky budována znovu po ztrátě většiny mužstva při potopení HMS Glorious 8. června 1940. Loď evakuovala rovněž letce této jednotky, která operovala s letouny Gloster Gladiator při obraně Norska.
První Whirlwind získala 263. squadrona 6. července, další dva 19. července 1940, ale ještě v říjnu měla, díky zpožďující se výrobě, pouze 8 strojů. První stroj ztratila již 7. srpna při vzletu P/O McDermotta, kterému při vzletu praskla pneumatika. Od 7. prosince 1940 byla squadrona bojově nasazena z nové základny v Exeteru, odkud do konce roku provedla 30 bojových vzletů. Stav letištní plochy však Whirlwindům nevyhovoval a proto se peruť přemístila do St. Eval. 12. ledna 1941, kdy 263. peruť z nového působiště zahájila operační činnost, zahájily osádky Whirlwindů listinu sestřelů poškozením německého bombardéru Ju 88. Prvním sestřelem byla likvidace německého plovákového letounu Arado Ar 196 (6W+ON) Oblt. Adolfa Bergera 8. února 1941, kterou provedl P/O Graham (P6969, HE-V) za asistence F/O Hughese jižně od mysu Dodman. Od června 1941 se letouny věnovaly především ochraně spojeneckých konvojů a podnikaly i řadu bitevních náletů na cíle v okupované Evropě. Piloti Whirlwindů si v této době připsali na konto tři sestřelené a jeden poškozený Messerschmitt Bf 109. Poslední kusy Whirlwindu přestala 263. squadrona používat v prosinci 1943, kdy na své tehdejší základně ve Warmwellu přezbrojila na letouny Hawker Typhoon.
Jako druhá dostala v říjnu 1941 Whirlwindy 137. peruť, zformovaná v září 1941 v Charmy Down. V červnu 1943 byla v Southendu přezbrojena na stroje Hawker Hurricane Mk.IV a zbylé stroje předala 263. peruti. "Whirlibombery" této jednotky dokázaly během šesti měsíců zničit, nebo vážně poškodit 37 nákladních vlaků.
Všech dokončených 114 strojů prošlo operačním nasazením. Službou u 263. squadrony prošlo 56 letadel, dalších 26 u 137. squadrony a zbylých 32 jednotlivě hostovalo u jiných jednotek.
Poslední dochovaný Whirlwind byl v létech 1946 a 1947 provozován výrobním závodem s civilní poznávací značkou G-AGOI.

## Varianty
- P.9 – prototyp
- Whirlwind I – základní varianta
- Whirlwind IA – přidány pumové závěsníky, modifikováno nejméně 67 kusů

## Specifikace (Whirlwind Mk.I)

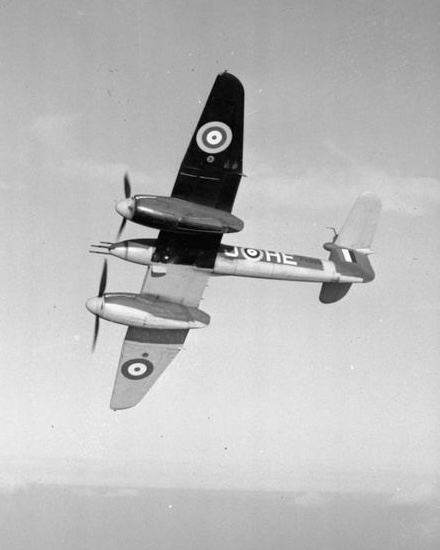
Westland Whirlwind (P6985, HE-J) sloužící u 263. squadrony RAF.

Údaje podle

### Technické údaje
- Osádka: 1
- Rozpětí: 13,73 m
- Délka: 9,84 m
- Výška: 3,28 m
- Plocha křídel: 23,26 m²
- Prázdná hmotnost: 3 769 kg
- Vzletová hmotnost: 4 697 kg
- Pohonná jednotka: 2 x kapalinou chlazený vidlicový dvanáctiválec Rolls-Royce Peregrine I
- Výkon pohonné jednotky: 625 kW (850 k)

### Výkony
- Maximální rychlost: 506 km/h při zemi, 579 km/h výši 4 960 m
- Dolet: 1 000 km
- Počáteční stoupavost: 15,2 m/s
- Dostup: 9 150 m

### Výzbroj
- 4 × 20mm kanón British Hispano Mk.II se zásobou 60 nábojů na zbraň